# Lepidochrysops albicans
Lepidochrysops albicans är en fjärilsart som beskrevs av Hultaert 1924. Lepidochrysops albicans ingår i släktet Lepidochrysops och familjen juvelvingar. Inga underarter finns listade i Catalogue of Life.